# اس‌تی‌ایکس
کشتی‌سازی و فراساحلی اس‌تی‌ایکس (به انگلیسی: STX Offshore & Shipbuilding) شرکت کشتی‌سازی کره‌ای است، که در زمینه ساخت شناورهای FPSO، نیمه شناورها، کشتی‌های گردشی، کشتی‌های کانتینری و کشتی‌های نفت‌کش، حفاری و ال‌ان‌جی/ال‌پی‌جی بر فعالیت می‌نماید. 
شرکت اس‌تی‌ایکس در سال ۱۹۶۲ تأسیس شد و در حال حاضر، به عنوان چهارمین شرکت کشتی‌سازی جهان شناخته می‌شود، که همچنین مالک شرکت اس‌تی‌ایکس اروپا دومین شرکت کشتی‌سازی اروپا است. این شرکت در طول ۴۰ سال فعالیت بیش از ۷۰۰ کشتی در بوسان و جین‌هاا ساخته است.
از کشتی‌های گردشی ساخت شرکت اس‌تی‌ایکس، می‌توان به ام‌اس الور آو دسیز، ام‌اس ایندیپندنس آو دسیز و ام‌اس اوئیسیس آو دسیز اشاره نمود.